# Dacrydium cupressinum
Dacrydium cupressinum là một loài thực vật hạt trần trong họ Thông tre. Loài này được Sol. ex G.Forst. miêu tả khoa học đầu tiên năm 1786.